# 1849
1849 (MDCCCXLIX) fue un año común comenzado en lunes según el calendario gregoriano.

## Acontecimientos

### Enero
- 5 de enero: Revolución en Hungría; las tropas austríacas con la ayuda de las croatas, toman la ciudad de Pest. El gobierno revolucionario de Batthyány se retiró a la ciudad de Debrecen, y el ejército húngaro de Artúr Görgey a la ciudad de Vác.[1]
- 8 al 17 de enero: En Transilvania, y en el marco de la revolución húngara de 1848, el ejército rumano que apoyaba al emperador austríaco, entró en la ciudad de Aiud que se había quedado sin protección militar húngara, y la saqueó, provocando la masacre de Aiud, en la que murieron entre 600 y 1000 civiles rumanos de origen húngaro. La población fue torturada y cruelmente asesinada, y la ciudad incendiada.[2]
- 13 de enero: 
  - Durante la segunda guerra anglo-sij, se produce la batalla de Chilianwalla en el margen izquierdo del río Jhelum, en el Punyab, entre el ejército de la Compañía Británica de las Indias Orientales de Sir Hugh Gough, y el ejército sij de Sher Singh. Fue un enfrentamiento duro (2800 muertos del lado británico, y 4000 del lado sij), con el regimiento 14º Dragones Ligeros siendo derrotado, pero los sijs teniendo que retirarse. Ambos bandos se proclamaron vencedores.[3]
  - En la Norteamérica Británica, se funda la Colonia de la Isla de Vancouver y por una Carta Real de Concesión se la arrienda a la Compañía de la Bahía de Hudson por diez años.[4]
- 21 de enero: En los Estados Pontificios, tras la huida del Papa Pío IX en noviembre de 1848, tienen lugar las elecciones legislativas en Roma, ganando los demócratas por la escasa participación de los conservadores. Esto será el preludio de la proclamación de la República Romana.[5]
- 23 de enero: En Estados Unidos, la británica Elizabeth Blackwell se convierte en la primera mujer en este país en graduarse en medicina en el Geneva Medical College de Nueva York. Fue una impulsora de la educación de la mujer en la medicina.[6]
- 26 y 27 de enero: En España, durante la segunda guerra carlista, la sublevación guerrillera de los matiners, es derrotada en la batalla de Pestoral, junto al río Ter, en la que el general Ramón Cabrera resulta herido y es derrotado, viéndose forzado a la retirada. El pretendiente da al general carlista el título de marqués del Ter.[7]
- Enero: La llegada del vapor Falcon proveniente de Nueva Orleans al puerto de Colón, en Panamá, trae el cólera al continente sudamericano. Un nuevo barco procedente de Nueva York en mayo trajo otro cargamento de enfermos que aumentó el contagio. El brote de cólera durará hasta 1850 y se calcula que en Colombia hubo unos veinte mil muertos.[8]

### Febrero
- 4 de febrero: Revolución en Hungría; se produce la batalla de Vízakna, en el distrito de Sibiu, donde el ejército austríaco de Anton Puchner derrotó al ejército húngaro de Józef Bem.[9]
- 9 de febrero: 
  - En Italia, se proclama la República Romana en los Estados Pontificios, tras la fuga del Papa Pío IX el 24 de noviembre de 1848 por culpa de la insurrección de los liberales romanos.[10] Estará gobernada por un triunvirato compuesto por Carlo Armellini, Giuseppe Mazzini y Aurelio Saffi, y deberá enfrentarse a españoles, franceses y austríacos, por lo que solo durará cinco meses. El poder temporal de los papas es abolido.[11]
  - Revolución en Hungría; se produce la batalla de Piski, en el distrito de Hunedoara de Transilvania, donde el ejército húngaro de Józef Bem que se retiraba tras las derrotas anteriores, al recibir los refuerzos enviados desde Hungría, pudo derrotar al ejército austríaco de Anton Puchner y recomenzar la lucha por Transilvania.[12]
- 21 de febrero: En el Indostán, se produce la batalla de Gujrat (pueblo en el actual Pakistán) entre el ejército del Imperio sij de Sher Singh, y el ejército de la Compañía Británica de las Indias Orientales liderado por el mariscal de campo Hugh Gough, primer vizconde de Gough, que derrotó a los sijs. Fue la última y decisiva batalla de la segunda guerra anglo-sij, que llevó a la anexión británica del Punyab.[13]
- 26 y 27 de febrero: En el marco de la revolución en Hungría, tiene lugar la batalla de Kápolna con victoria austríaca del príncipe de Windisch-Graetz sobre las tropas húngaras bajo la dirección desastrosa del polaco Henryk Dembiński.[14]
- 28 de febrero: En California, llegada a San Francisco del barco de vapor SS California de la compañía Pacific Mail Steamship Company, previsto inicialmente solo para transportar productos agrícolas y el correo de EE. UU. a Oregón a través de Panamá. Había salido de Nueva York el 6 de octubre de 1848, pero al llegar a Ciudad de Panamá el 17 de enero, ya había estallado la fiebre del oro, y tuvo que hacer sitio a 360 buscadores de oro para ir hasta San Francisco. Esto dio origen a un servicio regular de barcos de vapor desde la Costa Este a la Costa Oeste de los Estados Unidos, que rodeaba el Cabo de Hornos en Sudamérica, y tardaba más de 4 meses.[15]
- Febrero: En Sudán, tras su conquista y anexión en 1820 por el ejército egipcio de Mehmet Alí, que había establecido un monopolio sobre el mercado de la goma arábiga, la presión internacional (principalmente de Lord Palmerston y el Foreign Office de Londres) hizo que los egipcios abandonaran el monopolio y abrieran el mercado en la región de Kordofán.[16]

### Marzo
- 3 de marzo: El Congreso de los Estados Unidos pasa la ley Gold Dollar and Double Eagle Coin Legislation, aprobada por el aumento de la oferta de oro durante la fiebre del oro de California, que autorizaba a la Casa de la moneda a producir dos nuevas monedas de oro, el dólar de oro pequeño y la Águila Doble de 20 dólares.[17]
- 4 de marzo: En Washington D. C., el general Zachary Taylor del partido Whig, comienza su mandato como Presidente de los Estados Unidos, aunque la ceremonia de inauguración tuvo lugar el lunes 5 de marzo, ya que Taylor y su vicepresidente Millard Fillmore se negaron a prestar juramento en un domingo.[18]
- 5 de marzo: Revolución en Hungría; se produce la segunda batalla de Szolnok, en el distrito de Szolnok, entre el ejército húngaro de János Damjanich y el ejército austríaco del general Ferenc Ottinger, con victoria húngara y muchas bajas austríacas.[19]
- 7 de marzo: 
  - En el Imperio austríaco se proclama una nueva Constitución por el emperador Francisco José I y el gobierno de Schwarzenberg. Era una constitución centralista impuesta de tipo neo-absolutista, que otorgaba derechos como la votación popular en una Austria unida, pero con mucho poder para el emperador y sin ningún estatuto oficial para Hungría. Fue ampliamente rechazada por húngaros y eslavos, y solo duró hasta 1851.[20]
  - Revolución en Hungría: En el Imperio austríaco, se produce un levantamiento por la independencia de Hungría, al cual hace frente el ejército imperial de Alfredo I de Windisch-Graetz, que toma las ciudades de Buda y Pest.[21]
  - Elección de José Hilario López como Presidente de la República de la Nueva Granada (actuales Colombia y Panamá). Durante su presidencia se produce la abolición de la esclavitud y de la pena de muerte, la libertad de prensa, la supresión del fuero eclesiástico,[22] y la expulsión de los jesuitas.[23]
- 11 de marzo: Revolución en Hungría; se produce la segunda batalla de Nagyszeben, en el distrito de Szeben, entre el ejército húngaro de Józef Bem y la guarnición ruso-austro-sajona de Nagyszeben, el cuartel general de los Hagsburgo en el Principado de Transilvania, comandados por el coronel Grigory Skariatin. La victoria húngara y la captura de la ciudad obligaron a las tropas rusas y austríacas a abandonar Transilvania.[24]
- 14 de marzo: En el Punyab, durante la segunda guerra anglo-sij, y tras la derrota sij en Gujrat, el líder sij Sher Singh rinde sus 16 000 soldados al general Sir Walter Gilbert en Rawalpindi. Cada soldado sij tuvo que dejar sus armas, recibió una rupia de la Compañía Británica de las Indias Orientales, y pudo volver a su casa.[25]
- 17 de marzo: En los Países Bajos, a la muerte del rey Guillermo II, su hijo fue coronado como Guillermo III de los Países Bajos y Gran Duque de Luxemburgo. Fue un rey conservador, opuesto a las ideas liberales de su padre, aunque no pudo evitar el control liberal del gobierno. Reinó hasta 1890.[26]
- 20 de marzo: Revolución en el Reino de Cerdeña; tras una votación el 1 de marzo de la Cámara Baja que aprobó la reanudación de las hostilidades contra Austria por noventa y cuatro votos frente a veinticuatro, el rey Carlos Alberto bajo la presión de la oposición y de los republicanos, anunció el cese del armisticio con los austríacos.[27] Radetzky avanzó, tomando la iniciativa en Lombardía, e invadió el Reino de Cerdeña.[28]
- 23 de marzo: En Madagascar, en el marco de la persecución religiosa contra los cristianos de la reina Ranavalona I, dieciocho cristianos que no abjuraron de su fe fueron condenados a muerte y ejecutados cerca de Antananarivo, cuatro quemados vivos y catorce despeñados desde la cima del Amapamarinana.[29]
- 23 y 24 de marzo: Revolución en el Reino de Cerdeña; en el Piamonte se produce la batalla de Novara, enfrentándose el ejército piamontés de Wojciech Chrzanowski (45 000 infantes, 2 500 jinetes y 109 cañones) y el ejército austríaco de Radetzky (70.000 infantes, 5.000 jinetes y 205 cañones), con derrota del ejército sardo.[30] La noche del 23, Carlos Alberto abdica en su hijo Víctor Manuel II, que se reúne con Radetzky y firma una dura paz con los austríacos en Vignale, un barrio de Novara, logrando el final de la primera guerra de independencia italiana.[31]
- 27 de marzo: En Alemania, el Parlamento de Fráncfort aprueba (267 votos a favor y 263 en contra) la Constitución Imperial alemana, con un emperador hereditario y un "Reichstag" o Parlamento, integrado de una Cámara Baja elegida por sufragio universal, y una Cámara Alta con representantes de cada Estado confederado.[32] Se designaba como emperador de la Pequeña Alemania entre todos los candidatos alemanes a Federico Guillermo IV de Prusia. Ciertos estados como Baviera rechazaron la constitución, y aunque fue aceptada por 28 Estados, el rey de Prusia rechazó la corona imperial.[28]
- 29 de marzo: En el Punyab, el llamado Último Tratado de Lahore termina oficialmente la segunda guerra anglo-sij. El Maharajá de diez años Duleep Singh tuvo que renunciar al trono, y el Punyab fue anexionado por la Compañía Británica de las Indias Orientales.[25]

### Abril
- 1 de abril: 
  - En el reino lombardo-véneto, se terminan los Diez Días de Brescia, una revuelta que había estallado en la ciudad de Brescia el 23 de marzo contra la dominación austríaca, liderada por el patriota Tito Speri. Las tropas austríacas tuvieron que refugiarse en el castillo, desde donde bombardearon la ciudad, hasta recibir refuerzos y lograr someter y saquear la ciudad. Brescia se ganó el apodo de Leona de Italia.[33]
  - Revolución en Hungría; el Ejército Revolucionario Húngaro, bajo el liderazgo del nuevo comandante en jefe Artúr Görgey, comienza la victoriosa Campaña de primavera, que durará hasta el 21 de mayo y que llevará a la liberación de la mayoría del territorio de Hungría de las fuerzas austríacas de Alfredo I de Windisch-Graetz, y de su sucesor Ludwig von Welden, hasta la intervención rusa en junio.[34]
- 2 de abril: Revolución en Hungría; se desarrolla la batalla de Hatvan, la primera de la Campaña de primavera, en la que el ejército revolucionario húngaro del coronel András Gáspár con unos 15 000 hombres, derrotó a unas fuerzas similares austríacas del general Franz Schlick.[35]
- 3 de abril: En Alemania, el rey Federico Guillermo IV de Prusia rechaza la corona imperial alemana ofrecida por el Parlamento de Fráncfort, debido a la solución elegida de la Pequeña Alemania, en lugar de la opción de la Gran Alemania que habría incluido también a Austria.[36]
- 4 de abril: Revolución en Hungría; se desarrolla la batalla de Tápióbicske, entre el ejército revolucionario húngaro de los generales György Klapka y János Damjanich, y el ejército austro-croata del general austríaco Franz Schlick y del conde Josip Jelačić, con victoria húngara.[34]
- 6 de abril: Revolución en Hungría; se desarrolla la batalla de Isaszeg, en la que el ejército revolucionario húngaro del general Artúr Görgey logró derrotar a las fuerzas imperiales austríaco-croatas del príncipe Alfredo I de Windisch-Graetz, forzándolas a retirarse hacia el oeste.[37]
- 10 de abril: Revolución en Hungría; se desarrolla la batalla de Vác, entre el ejército revolucionario húngaro del general János Damjanich y dos brigadas de infantería austríacas de los generales Götz y Jablonowski. Los húngaros ganaron la batalla causando grandes pérdidas a los austríacos, entre ellas la del general Christian Götz. Esta batalla fue el comienzo de la segunda fase de la Campaña de primavera.[35]
- 12 de abril: Revolución en Hungría; debido a las derrotas sufridas por las tropas austríacas frente a los húngaros durante la Campaña de primavera, el príncipe Alfredo I de Windisch-Graetz es destituido como comandante supremo de las tropas austríacas por el emperador y reemplazado por Ludwig von Welden.[38]
- 14 de abril: Revolución en Hungría; en el Imperio austríaco, la Dieta de Hungría proclama la total independencia de Hungría respecto a la casa de Habsburgo-Lorena (dejando el asunto de república o monarquía para pasado el conflicto),[39] y nombra regente a Lajos Kossuth con plenos poderes.[40] Abolición de las relaciones feudales.[41]
- 16 de abril: En Francia, una expedición francesa es votada por la Asamblea nacional para ayudar a los republicanos romanos que se habían levantado contra las pretensiones papales y la dominación austríaca.[42]
- 18 de abril: En Japón, el capitán estadounidense James Glynn llega a Nagasaki para negociar la liberación de trece marineros estadounidenses de un naufragio ocurrido hacía dos años y que se encontraban presos de las autoridades niponas, y del que se habían enterado por el cónsul neerlandés. Forzó la entrada en el puerto a través de una línea de barcos que cerraba el acceso a la bahía de Nagasaki, y tras duras negociaciones, logró recuperarlos el 26 de abril.[43]
- 19 de abril: Revolución en Hungría; se desarrolla la batalla de Nagysalló (actual Tekovské Lužany en Eslovaquia), en la que el ejército revolucionario húngaro liderado por György Klapka y János Damjanich, derrotan al ejército austríaco del teniente general Ludwig von Wohlgemuth, que intentaba impedir que los húngaros construyeran puentes para cruzar el río Hron.[35]
- 21 de abril: En Irlanda, durante la Gran Hambruna, noventa y seis internos de los más de 1 500 de la Casa del Sindicato de Pobres de Ballinrobe (Ballinrobe Union Workhouse), murieron en esa semana por enfermedad y causas relacionadas con la hambruna, lo que supuso un récord máximo.[44]

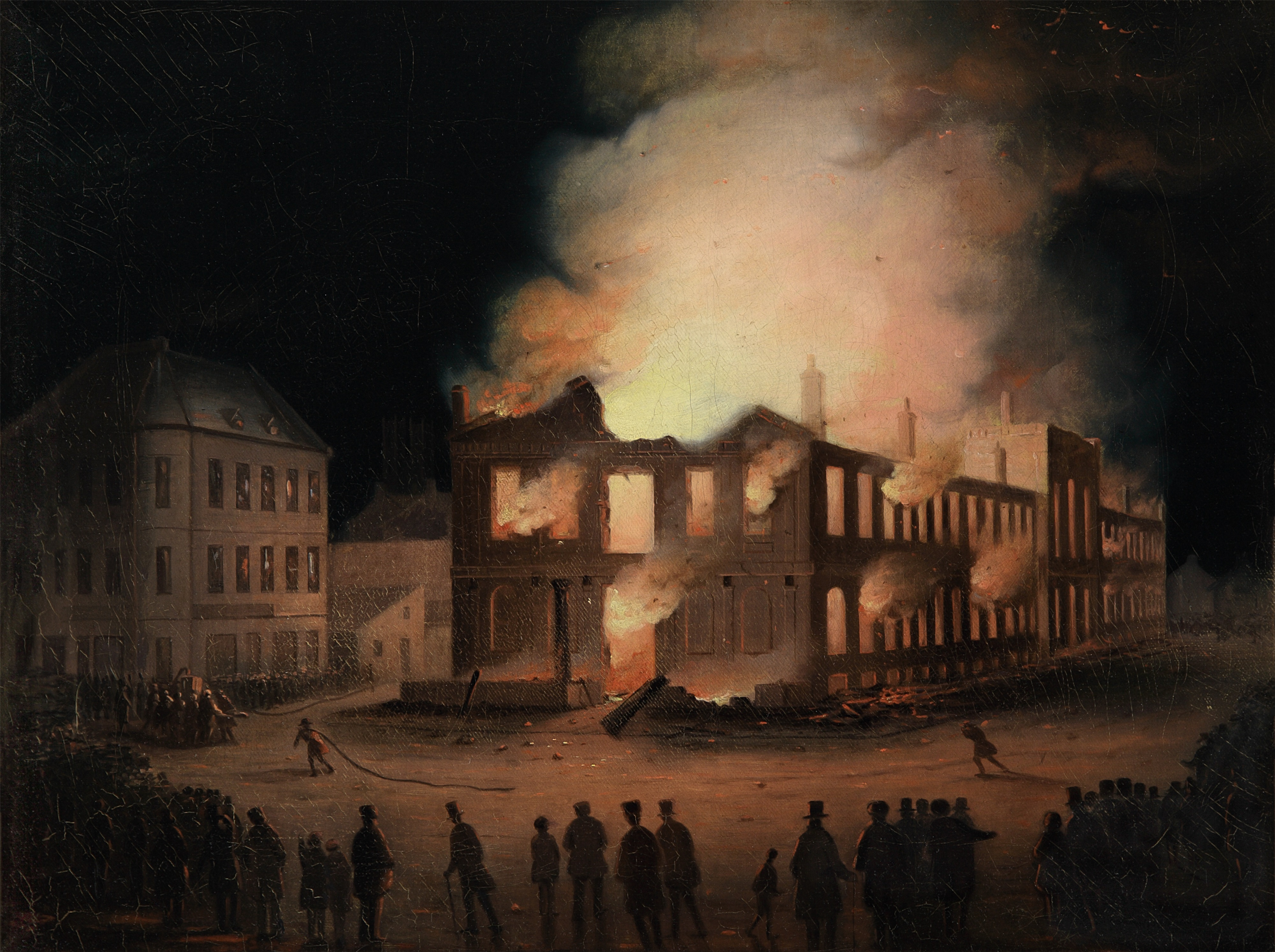
El incendio del Parlamento de Montreal el 25 de abril de 1849.

- 25 de abril: En Canadá, James Bruce, 8º Earl de Elgin, Gobernador general de Canadá, firma la Rebellion Losses Bill, proyecto inspirado en la legislación del Alto Canadá y presentado por Louis Lafontaine en febrero para compensar a los habitantes del Bajo Canadá por los daños en sus propiedades durante las rebeliones de 1837-38. Esta firma indignó a la población inglesa de Montreal y provocó los disturbios en la ciudad que culminaron en la quema del edificio del Parlamento de Canadá, en ese momento en Montreal.[45]
- 26 de abril: 
  - En los antiguos Estados Pontificios de Italia, 6 000 soldados franceses desembarcan para atacar a la República Romana, pero son inicialmente rechazados. La expedición francesa había sido votada por la Asamblea Nacional francesa y apoyada por Luis-Napoleón Bonaparte, entonces presidente de la Segunda República francesa.[28]
  - Revolución en Hungría; se produce la batalla de Komárom. Las fuerzas húngaras de Artúr Görgey (unos 20 000) liberan la ciudad y el castillo después de un largo asedio austríaco. Las fuerzas imperiales austríacas (más de 30 000) de Franz Schlick con sus aliados croatas, rumanos y serbios se retiraron a Györ. Las fuerzas húngaras decidieron entonces dirigirse a intentar liberar Buda, la capital húngara.[34]
- 30 de abril: 
  - Revolución en Hungría: los húngaros retoman la fortaleza de Buda de los austríacos, tras haber recuperado Pest el 23 de abril, lo que hace temer a los austríacos una guerra larga.[46]
  - Revolución en los Estados Pontificios; el ejército francés del general Charles Oudinot, que había desembarcado en Civitavecchia el 25 de abril, es derrotado por Garibaldi al tratar de apoderarse de Roma, y debe retirarse.[47]

### Mayo
- 1 de mayo: Revolución en Hungría; en el Imperio austríaco, el emperador Francisco-José I, tras las derrotas austríacas durante la Campaña de primavera húngara, formaliza la petición de ayuda al zar Nicolás I de Rusia.[48]
- 3 al 9 de mayo: En Alemania se produce un alzamiento en Dresde, tras el rechazo a la constitución alemana de Federico Augusto II de Sajonia, la disolución del Parlamento el 30 de abril, y el nombramiento del reaccionario Friedrich von Beust como ministro de Estado y de Asuntos Exteriores. El rey y el gobierno escaparon a Königstein. En este alzamiento participaron personajes destacados como Mijaíl Bakunin o Richard Wagner. El alzamiento fue desbaratado por las tropas prusianas y sajonas, y la represión fue brutal.[49]
- 4 de mayo: en Venezuela, el sacerdote José Amando Pérez funda la aldea de Michelena a causa de un grave terremoto en la ciudad de Lobatera, que queda totalmente destruida.
- 8 de mayo: Revolución en Hungría; el zar Nicolás I de Rusia publica un manifiesto anunciando la intervención rusa en Hungría, en apoyo del Imperio austríaco, que comenzará con la ocupación de Cracovia y Galitzia en mayo, y el envío de una división rusa a Moravia para ayudar a defender Viena de un posible ataque húngaro.[48]

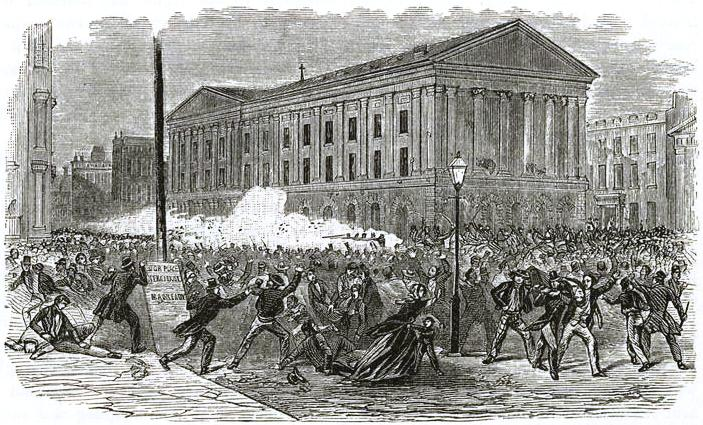
Disturbios ante la Ópera de la Plaza Astor en Manhattan.

- 10 de mayo: En Nueva York, tienen lugar los disturbios de Astor Place en Manhattan, ante la Astor Opera House, entre los seguidores del actor estadounidense Edwin Forrest, el héroe de los trabajadores y clases bajas, y los seguidores del actor inglés William Macready, el preferido de los ricos y los críticos literarios, sobre cual de ellos desempeñaba mejor el papel de Macbeth de Shakespeare. Cuando la multitud de 10 000 personas se descontroló, la milicia estatal disparó sus armas matando a entre 22 y 31 personas.[50]
- 13 de mayo: En Francia, tienen lugar las elecciones legislativas – Partido del Orden 53% de votos y 450 escaños + Montaña (demócratas-socialistas) 25% de votos y 180 escaños + Republicanos moderados de 11% votos y 75 escaños.[51] Este cambio de orientación política lleva al presidente Luis Napoleón Bonaparte a pedir al cuerpo expedicionario francés en Italia que luchen contra la República Romana y repongan al Papa.[42]
- 15 de mayo: 
  - Revolución en Sicilia; tras haberse reanudado las hostilidades en marzo entre las tropas de Fernando II y las milicias sicilianas, las tropas reales borbónicas logran conquistar Taormina y Catania, y finalmente entrar en Palermo terminando con la resistencia.[52]
  - En Sajonia, tras su participación activa en los alzamientos en Dresde y en Praga, el anarquista ruso Mijaíl Bakunin es arrestado, juzgado y condenado a muerte. Posteriormente fue entregado a las autoridades rusas que lo habían reclamado, y sentenciado a cadena perpetua en la Fortaleza de San Pedro y San Pablo en San Petersburgo en 1851 y luego al exilio interno en Siberia en 1857, de donde se fugó en 1861.[53]
- 16 de mayo: En Italia, tras un asedio desde el 8 de mayo, la ciudad de Bolonia (que había expulsado a los austríacos el 8 de agosto de 1848 y se había unido a la República Romana) se rinde a las tropas austríacas del general Franz von Wimpffen.[54]
- 17 de mayo: En Estados Unidos, la ciudad de San Luis, Misuri, se vio diezmada por un intenso fuego que arrasó quince manzanas de la ciudad (418 edificios) y destruyó 23 barcos de vapor que hacían las rutas de los ríos Misisipi y Misuri, causando tres muertos en tierra y un número indeterminado en los barcos. El fuego comenzó al incendiarse un colchón en el barco de vapor White Cloud, luego se propagó a otros barcos, y de ahí a los muelles y a la ciudad. El fuego duró once horas y las pérdidas materiales ascendieron a 6 millones de dólares de entonces.[55]
- 18 de mayo: En España, la segunda guerra carlista termina con el abandono de la lucha y el exilio a Francia del general Rafael Tristany, y tras haberse también retirado a Francia el general Cabrera el 23 de abril. El 8 de junio, el presidente isabelino del Consejo de Ministros de España Ramón Narváez otorgó una amplia amnistía gubernamental, a la que se acogieron muchos de los jefes carlistas.[56]
- 21 de mayo: 
  - Revolución en Hungría; el ejército húngaro de Artúr Görgey toma el castillo de Buda tras un asedio que duraba desde el 4 de mayo, liberando la capital húngara. El comandante de las fuerzas austríacas, el general Heinrich Hentzi, tras haber bombardeado y destruido la mayoría de los palacios clasicistas de Pest, murió durante la batalla a causa de sus heridas. El gobierno húngaro volvió a Budapest desde Debrecen.[57]
  - Revolución en Hungría; en el Imperio austríaco, en paralelo de la toma de Budapest por los húngaros, el emperador Francisco José I se reúne con el zar ruso Nicolás I en Varsovia, para discutir los detalles de la intervención rusa. Rusia enviará 200 000 tropas para apoyar las 170 000 austríacas.[58]
- 23 de mayo: Ciento sesenta y seis brasileños de Pernambuco dejan Brasil tras la insurrección de 1848-1849, y llegan el 1 de agosto a Moçâmedes, en Angola, adonde llegan otros 327 emigrantes brasileños en los dos años siguientes. Allí desarrollaran el cultivo de la caña de azúcar, arruinado en el nordeste de Brasil.[59]
- 25 de mayo: Debate en el Parlamento del Reino Unido sobre la Gran hambruna irlandesa. En la semana terminada el 28 de abril, en las provincias de Connaught y Munster había 122.369 internos en las Casas de trabajo del Sindicato de Pobres (Workhouse), y murieron no menos de 1703 en esa semana, es decir el 1,4% de los internos solo en esa semana.[60]
- 26 de mayo: 
  - En Panamá se funda la provincia de Chiriquí.
  - En Alemania la política de fusión alemana con hegemonía prusiana se plasma en la Alianza de los Tres Reyes, concluida entre Prusia, Sajonia y Hannover, precursora de la efímera Unión de Erfurt, con una constitución del Reich que debería ser revisada por un Reichstag electo del resto de Estados alemanes, y a la que se unirían veintiocho estados alemanes para finales de agosto.[61]
- 30 de mayo: 
  - En Alemania, tras la retirada de los diputados austríacos y prusianos de la Asamblea de Fráncfort, el centenar de diputados restantes decidieron en votación trasladarse a Stuttgart, por miedo a que Fráncfort fuese invadida por las tropas prusianas.[28]
  - Revolución en Hungría; el general austríaco Julius Jacob von Haynau reemplaza al general Ludwig von Welden, que se encontraba enfermo, como comandante supremo de las fuerzas austríacas en Hungría, tras el fracaso en parar los avances de las fuerzas húngaras.[62]

### Junio
- 1 de junio: En Botsuana, desde la ciudad de Kolobeng comienzan las expediciones de David Livingstone entre 1849 y 1871 por África Central y Austral. Atraviesa el desierto del Kalahari y llega al lago Ngami el 1 de agosto.[63]
- 5 de junio: En Dinamarca, se ratifica la nueva Constitución que sustituía a la Constitución absolutista de 1665, tras ser aprobada el 25 de mayo y firmada por el rey Federico VII en esta fecha. Se definía al país como una monarquía constitucional, con un sistema parlamentario bicameral, el Rigsdagen, con el Landstinget que representaba a la vieja aristocracia, y el Folketing que representaba a granjeros y a la clase media. Se aseguraron los derechos fundamentales como el habeas corpus, la propiedad privada y la libertad de expresión.[64]
- 13 de junio: en París (Segunda República Francesa), diputados de la Montaña (ala izquierdista de la Asamblea Nacional) y manifestantes protestan contra la expedición militar francesa enviada a Roma contra la República Romana (1849) para restaurar el poder del papa Pío IX. La protesta será reprimida por el ejército. El fracaso de esta revuelta consolidará el poder de Louis-Napoléon Bonaparte, quien en 1851 dará un golpe de Estado y se proclamará «emperador Napoleón III».[65]
- 15 al 20 de junio: Revolución en Hungría; tras la ocupación rusa de los territorios de los Hagsburgo de Galitzia y Bucovina, la mayoría de las 192 000 tropas rusas del mariscal Iván Paskévich marchan sobre Hungría y Transilvania a través del noreste de la actual Eslovaquia para ayudar al Imperio austríaco a aplastar la revolución húngara.[62] En total, el ejército austro-ruso muy bien equipado y liderado por Haynau disponía de 370 000 soldados, apoyados por insurgentes croatas, serbios y rumanos, frente a los 173 000 del ejército húngaro de Artúr Görgey.[66]
- 18 de junio: En Alemania, el Parlamento reunido en Stuttgart, es disuelto por la fuerza por el gobierno de Wurtemberg. La mayoría de los diputados huyeron a Suiza. Perdida la legitimidad de la Asamblea, quedó de época revolucionaria la práctica abolición de la servidumbre alemana, el retroceso de la censura y el aumento de las libertades políticas.[67]
- 20 y 21 de junio: Revolución en Hungría; el comandante húngaro Artúr Görgey con unas fuerzas de 20 000 hombres, decidió atacar a las fuerzas austríacas de Julius Jacob von Haynau, que disponía de unos 25 000 hombres, antes de la llegada del ejército ruso. En la batalla de Pered, los enfrentamientos del 20 de junio no le permitieron avanzar, mientras el 21 llegaron los refuerzos rusos de Panyutin (con 12 000 hombres), lo que obligó a los húngaros a retirarse de Pered y Zsigard.[68]
- 21 de junio: En Italia, tras un asedio desde el 25 de mayo, la ciudad de Ancona (que se había unido a la República Romana el 16 de febrero de 1848) se rinde a las tropas austríacas del general Franz von Wimpffen.[69]
- 28 de junio: Revolución en Hungría; tiene lugar la batalla de Győr entre las fuerzas revolucionarias húngaras del general Ernő Poeltenberg (unos 13 000 soldados), y las tropas austríacas del general Julius Jacob von Haynau, ayudado por las tropas rusas del general Panyutin (en total unos 70 000 hombres). El ejército húngaro tuvo que retirarse hacia la fortaleza de Komárom, bajo el mando de Artúr Görgey.[70]
- 30 de junio: En los antiguos Estados Pontificios de Italia, tras un asedio que comenzó el 2 de junio por parte del ejército francés del general Oudinot, a medianoche, la Asamblea de la República Romana aprueba la moción de rendición. En la mañana del 1 de julio se negocia la rendición y por la tarde Garibaldi se marcha de Roma con sus soldados.[71]

### Julio
- 2 de julio: Revolución en Hungría; tiene lugar la segunda batalla de Komárom; el ejército húngaro del general Artúr Görgey (unos 27 000 hombres) rechaza el ataque combinado de las tropas austríacas y rusas (unos 59 000 hombres), liderado por Julius Jacob von Haynau. Durante la batalla, Görgey sufrió una fuerte herida en la cabeza, que le impidió aprovecharse de este éxito puntual.[72]
- 3 de julio: En los antiguos Estados Pontificios de Italia, las tropas francesas venidas para favorecer la reconciliación entre el papa Pío IX y los romanos, ocupan diferentes puntos de Roma, mientras la Asamblea constituyente aprueba una nueva constitución. El general francés Nicolas Oudinot llega con la tarde con 12 000 soldados y publica un comunicado y decreta la ley marcial.[73]
- 4 de julio: En los antiguos Estados Pontificios de Italia, se lee en Roma la nueva constitución al pueblo y se ordena evacuar la Asamblea constituyente Romana. Esto supone el final de la República Romana.[73]
- 6 de julio: El ejército danés lanza un ataque de madrugada y vence al ejército prusiano de Schleswig-Holstein en Fredericia, Jutlandia, que estaba sitiada desde el 9 de mayo, siendo la última batalla de la primera guerra de Schleswig en 1849.[74]
- 11 de julio: Revolución en Hungría; tercera batalla de Komárom, la más sangrienta de la revolución: el ejército húngaro de Artúr Görgey, liderado por el general György Klapka debido a las heridas de Görgey del 2 de julio, fue derrotado por las fuerzas austríacas de Julius Jacob von Haynau, aunque los húngaros pudieron iniciar la retirada de Komárom.[75]
- 13 de julio: 
  - Revolución en Hungría; en el Imperio austríaco, la coalición austríaco-rusa recupera la ciudad de Budapest. La dieta húngara partió al exilio a Szeged. La guerra se había cobrado unas 100 000 vidas.[76]
  - En Estados Unidos tiene lugar la rebelión de esclavos de la Workhouse de Charleston, en Carolina del Sur. Nicholas Kelly y otros dos hombres esclavizados atacaron a los guardias y autoridades de la ciudad, y liberaron a varias docenas de esclavos; la comunidad blanca reprimió rápidamente la revuelta, capturó a los 37 fugitivos, y juzgó y colgó a los tres líderes.[77]
- 14 de julio: Revolución en Hungría; las tropas húngaras lideradas por el general Richard Guyon, derrotan al ejército croata-austríaco liderado por el general Josip Jelačić en la batalla de Kishegyes, lo que permitió la toma de la región de Bačka y asegurar el sur de Hungría para el gobierno revolucionario.[78]
- 15 de julio: Revolución en Venecia; en la lucha del Imperio austríaco contra la República de San Marco, se produce el primer ataque aéreo de la historia mediante algunos globos no tripulados que sobrevolaron Venecia cargados de bombas de metralla, aunque con escaso efecto.[79]
- 15 al 17 de julio: Revolución en Hungría; el ejército húngaro de Artúr Görgey se enfrenta al ejército ruso de Iván Paskévich en la segunda batalla de Vác, sin que los rusos lograsen destruir el ejército húngaro que pudo retirarse hacia el noreste al llegar nuevas fuerzas rusas muy superiores.[80]
- 16 de julio: En España se funda la Congregación de Misioneros Hijos del Inmaculado Corazón de María, también llamados Misioneros Claretianos, en la ciudad de Vic por San Antonio María Claret y otros cinco sacerdotes.[81]
- 19 de julio: En España se promulga la ley que obliga al uso del Sistema Métrico Decimal en todas las transacciones comerciales. El proyecto de ley había sido aprobado por las Cortes el 25 de junio de 1849, adoptando el sistema francés con sus voces científicas.[82]
- 23 de julio: Revolución en Baden; tras su comienzo en marzo de 1848, esta se termina con la capitulación ante las tropas prusianas de la fortaleza de Rastatt, el último bastión de los revolucionarios, asediada desde el 7 de julio.[83]
- 24 de julio: En Estados Unidos, por la Organic Act of 1849 se crea el Territorio de Minnesota, un territorio incorporado organizado que incluía el actual Minnesota y parte de los Estados de Wisconsin y Dakota del Sur y del Norte, con unos 5000 colonos. Este territorio duró hasta 1858 en que la parte oriental se convirtió en el Estado de Minnesota.[84]
- 28 de julio: Revolución en Hungría; el gobierno húngaro de Bertalan Szemere promulga la Ley de Nacionalidad ante los diputados del Parlamento húngaro, que buscaba declarar la igualdad de derecho de todos los pueblos de Hungría, pero ya era tarde para obtener otras adhesiones a su causa.[21] La ley permitía usar la lengua materna en la escuela, iglesia, ejército, cortes de justicia y administración. Los rumanos eran declarados una nación, y no una minoría, en Transilvania. Los judíos recibían derecho de igualdad gracias al Decreto de Emancipación.[85]
- 31 de julio: 
  - Revolución en Hungría; en el Imperio austríaco, las tropas del general ruso Alexander von Lüders, logran derrotar a las tropas húngaras del teniente general polaco Jozéf Bem (comandante de las tropas de Transilvania) en Segesvár.[86]
  - En los Estados Pontificios de Italia, tres cardenales reaccionarios nombrados por el Papa Pío IX remplazan al triunvirato de la República Romana y anulan las leyes votadas desde el 16 de noviembre de 1848. Comienza una represión importante sobre los republicanos romanos hasta la amnistía decretada por el Papa el 12 de septiembre.[87]
  - En Chile, el bergantín Joven Daniel naufraga en la costa de Araucanía, lo que llevó a acusar a las tribus mapuches locales de asesinar a los sobrevivientes y secuestrar a la heroína romántica Elisa Bravo, y dando lugar a una campaña del Estado contra el pueblo mapuche.[88]

### Agosto
- 2 de agosto: 
  - En Alejandría muere Mehmet Alí, el fundador del Egipto moderno y valí o gobernador de Egipto de 1805 hasta 1848. A su muerte, su nieto Abbás I, entonces regente, se convirtió en valí de Egipto y Sudán.[89]
  - Revolución en Hungría; las fuerzas principales del Imperio ruso de Iván Paskévich derrotan en la batalla de Debrecen al ejército húngaro  de József Nagysándor, muy inferior, enviado por Artúr Görgey para retrasar a los rusos y poder retirarse con el grueso de su ejército hacia el sur.[90]
- 3 de agosto: Revolución en Hungría; los defensores húngaros de Komárom, liderados por György Klapka, derrotan a las fuerzas austríacas sitiadoras en la cuarta batalla de Komárom, liberando Györ y Székesfehérvár. Esta victoria llega demasiado tarde y no puede cambiar el rumbo de la guerra en el frente oriental por la fuerte presión austro-rusa.[91]
- 5 de agosto: Revolución en Hungría; el ejército austríaco del mariscal de campo Julius Jacob von Haynau derrota en la batalla de Szőreg al ejército húngaro del teniente general Henryk Dembiński.[92]
- 6 y 9 de agosto: Revolución en Hungría; en el Imperio austríaco, las tropas del general ruso Alexander von Lüders, aliadas de los austríacos, derrotan y destruyen el ejército del teniente general Józef Bem (comandante de las tropas de Transilvania) en Nagyczür el 6 de agosto, y en Temešvár el 9 de agosto.[86]
- 11 de agosto: Revolución en Hungría; ante la entrada del zar Nicolás I en apoyo del emperador de Austria y la falta de apoyo de las potencias occidentales, Lajos Kossuth, regente-presidente del Estado húngaro abdica a favor del general Artúr Görgey, y huye a Turquía.[86]
- 13 de agosto: Revolución en Hungría; el nuevo Dictador del Estado húngaro, Artúr Görgey, se rinde en Vilagos (ahora Șiria, Rumanía) a la fuerza rusa del general de caballería Friedrich Wilhelm von Rüdiger y no a las fuerzas austríacas, dando a entender que la revolución húngara había fracasado por la intervención rusa.[86]
- 22 de agosto: Revolución en Venecia; tras un asedio comenzado el 4 de mayo, y un bombardeo desde el 30 de julio, y aquejada la ciudad de una epidemia de cólera, Daniele Manin se rinde a las tropas austríacas. Se amnistió a todos los participantes de la revolución, menos a cuarenta cabecillas que prefirieron exiliarse.[93]
- 25 de agosto: En el reino de Hawái, se produce la "invasión francesa de Honolulu" como represalia por la persecución local de los católicos y del comercio francés. El almirante francés Louis Tromelin, llegado el 12 de agosto, envió una carta con diez demandas al gobierno hawaiano a instancias del cónsul francés. El rey Kamehameha III ordenó no ofrecer resistencia. Tromelin ordenó finalmente la toma y el saqueo de la ciudad.[94]
- 30 de agosto: en Chile se funda la ciudad de Coronel.
- Agosto: En África Central, se decide por los franceses la creación del poblado de Libreville (futura capital de Gabón) para acoger a los esclavos liberados del navío negrero brasileño l'Elizia en 1848 en las costas de Loango. El nombre fue escogido por el comandante naval Édouard Bouët-Willaumez para significar la libertad adquirida por estos esclavos. El 25 de agosto tuvieron que elegir un alcalde entre ellos mismos.[95]

### Septiembre
- 1 de septiembre: En Estados Unidos entra en servicio la primera sección de 61 millas del ferrocarril Pennsylvania Railroad entre Lewinstown y Harrisburg, con una duración del viaje de unas cuatro horas.[96]
- 8 de septiembre: En la península del Yucatán, el batab (intendente indígena maya) Jacinto Pat, uno de los iniciadores de la Guerra de Castas (de los mayas contra los blancos), es asesinado en Holchén por el caudillo maya José Venancio Pec que le acusaba de quedarse con el botín de guerra e imponer tributos a los mayas.[97] [98]
- 17 de septiembre: En Estados Unidos, la abolicionista y sufragista afroamericana Harriet Tubman escapa de la esclavitud del condado de Dorchester, Maryland. Posteriormente liberará a unos 300 esclavos usando la red antiesclavista del Ferrocarril subterráneo.[99]
- Septiembre: Revolución en Hungría; en el Imperio austríaco, división de Hungría en cinco provincias bajo administración austríaca, e imposición de la lengua alemana.[41]

### Octubre
- 2 de octubre: Revolución en Hungría; en el Imperio austríaco, los últimos revolucionarios húngaros capitulan frente a los austríacos en la fortaleza de Komárom.[100]
- 6 de octubre: En el Imperio austríaco, la fuerte represión a gran escala ante el intento de revolución en Hungría, se traduce en más de 1200 oficiales condenados a prisión y 100 personas ejecutadas, entre ellas el antiguo presidente Lajos Batthyány, fusilado en este día en Pest.[86] Destacan también los mártires de Arad, trece generales (cinco húngaros, cuatro alemanes, dos armenios, uno serbio y uno croata), ejecutados (cuatro fusilados y nueve en la horca) en Arad por su rebelión contra los Hagsburgo por orden del general austríaco Julius Jacob von Haynau.[101]
- 12 de octubre: en Colombia, colonos antioqueños fundan la localidad de Manizales.
- 27 de octubre: en México, se crea el Estado de Guerrero.
- 31 de octubre: Por decreto de la reina Isabel II se crean Academias provinciales de Bellas artes en doce ciudades de España, tales como las de Barcelona, Cádiz, Santa Cruz de Tenerife o Valencia.[102] La enseñanza de las Bellas artes será regulada por la institución de la Real Academia de Nobles Artes de San Fernando.[103]

### Noviembre
- 13 de noviembre: En Inglaterra, Marie Manning, una sirvienta nacida en Suiza, y su marido Frederick, son colgados por el asesinato de su amante en Londres, en el tejado de la prisión, ante una multitud de entre 30 000 y 50 000 personas, entre las que se encontraba Charles Dickens, al que le disgustó el espectáculo y escribió en ese sentido a The Times.[104]
- 24 de noviembre: En Argentina, tras el bloqueo anglo-francés del Río de la Plata y la batalla de la Vuelta de Obligado en 1845, se firma en Buenos Aires el Tratado Arana-Southern entre el ministro Felipe Arana y el embajador británico Henry Southern para poner paz entre la Confederación Argentina y el Reino Unido. Se reconoció la soberanía argentina sobre los ríos interiores (Paraná y Uruguay), se les devolvió la flota capturada y la isla Martín García, así como un desagravio de la bandera argentina. Rosas aceptó retirar sus tropas del otro lado del río Uruguay.[105]

### Diciembre
- 3 de diciembre: En el Reino de Baviera, la Cámara Baja del Parlamento pasa un proyecto de ley para garantizar los mismos derechos legales a los judíos alemanes que a los cristianos alemanes.[106] La medida provoca una fuerte reacción de los sectores cristianos a lo largo de todo Baviera, y se firman peticiones urgiendo a la Cámara Alta a evitar que la medida de igualdad de derechos se pueda convertir en ley.[107]
- 22 de diciembre: 
  - En el Imperio ruso, el escritor Fiódor Dostoyevski, encarcelado en abril por formar parte del grupo liberal Círculo Petrashevski, y condenado a muerte en noviembre en la Fortaleza de San Pedro y San Pablo de San Petersburgo con otros 20 miembros, se encuentra ante el pelotón de fusilamiento. Su pena fue conmutada en el último momento por cinco años de trabajos forzados en Omsk, en Siberia.[108]
  - En Estados Unidos, tras 17 días de bloqueo y 63 votaciones, el demócrata Howell Cobb de Georgia es elegido Presidente de la Cámara de Representantes, frente al político whig Robert C. Winthrop de Massachusetts, por 102 votos contra 99.[109]
- Diciembre: En Kenia, el misionero luterano alemán Johann Ludwig Krapf realiza solo una visita evangélica a la tribu Kamba, al estar enfermo Johannes Rebmann, y se convierte en el primer europeo en ver el Monte Kenia (5199 metros de altura), la segunda montaña con nieves perpetuas en África del Este.[110]

### Fechas desconocidas
- Durante la fiebre del oro de California, llega la segunda oleada de inmigrantes procedentes de las zonas más lejanas, a los que los californianos llamaron despectivamente Forty-Niners, "los del 49". Era gente que llegó de Oregón, Hawái, países hispanoamericanos, Nueva Zelanda, Australia, China y diversos países europeos. San Francisco pasó en el plazo de un año de ser una aldea de 500 habitantes a una ciudad de 25.000.[111]
- En Suecia es abolido el cargo de lagman.
- En Nueva York estalla un brote de cólera que se había originado en Europa, y que cruzó el Atlántico en un barco mercante que fue puesto en cuarentena al llegar a Staten Island, pero del que escaparon algunos pasajeros. Los primeros casos de cólera se detectaron en el barrio de Five Points a principios de la primavera. A final de año, habían muerto unas 5 000 personas.[112]
- En Estados Unidos se funda la empresa Charles Pfizer & Company en Brooklyn, Nueva York, por Charles Pfizer (químico) y su primo Charles F. Erhart (empresario), dos inmigrantes recientes alemanes de Ludwigsburg, como un negocio de productos químicos finos. Esta será la base de Pfizer Inc., la compañía farmacéutica y biotecnológica multinacional actual.[113]

## Cultura y sociedad
- 1 de enero: Emisión de la primera serie de sellos postales de Francia, con siete sellos de diferentes colores impresos en tipografía, representando una alegoría de la diosa Ceres.[114]
- 1 de julio: Emisión de la primera serie de sellos postales de Bélgica, con dos sellos de colores diferentes, representado la efigie del rey Leopoldo I de Bélgica.[115]
- 1 de noviembre: Emisión del primer sello postal del reino de Baviera, monocolor, representando la cifra correspondiente al valor del sello.[116]

### Publicaciones
- En Prusia, Paul Reuter funda una agencia de noticias en Aquisgrán, para unir Berlín y París, utilizando la telegrafía en la parte construida de la red, y palomas mensajeras entre Bruselas y Aquisgrán. Al completarse la red telegráfica en 1851, Reuter se trasladó a Londres, donde fundó la agencia Reuters.[117]

## Arte y literatura

### Literatura
- 15 de febrero: En Francia, es publicado el ensayo La producción de seguridad del economista belga Gustave de Molinari. Este era un radical liberal del movimiento de economistas franceses del laissez-faire, el primer precursor del anarcocapitalismo, e innovador en la producción de seguridad en el libre mercado.[118]
- 1 de mayo: En Londres, comienzo de la publicación en folletín por Bradbury & Evans, de la novela David Copperfield del escritor Charles Dickens, con ilustraciones de Hablot Knight Browne, publicación que se realizará en veinte números y diecinueve apariciones, y que se terminará en noviembre de 1850. Es una novela victoriana del género de aprendizaje, con un narrador en primera persona y en parte autobiográfica.[119]
- En Francia, es publicada la autobiografía Memorias de ultratumba de François-René de Chateaubriand, cuya redacción había comenzado en 1809 y terminado en 1841, y que debía publicarse después de su muerte. La publicación se realiza en doce volúmenes por los Hermanos Penaud de París entre 1849 y 1850, tras haberse publicado una parte en folletín en el diario La Presse en el último trimestre de 1848.[120]

### Música
- En Weimar, el compositor Franz Liszt termina el primer poema sinfónico de una serie de trece que realizará. Su título es Lo que se escucha en la montaña y está basado en el poema Feuilles d'automne de Víctor Hugo escrito en 1831. La obra fue revisada en 1850 y finalmente en 1854. [121]

## Ciencia y tecnología

### Astronomía
- 12 de abril: En Italia, en el observatorio de Capodimonte en Nápoles, el astrónomo italiano Annibale de Gasparis descubre el cuerpo rocoso Hygiea. El científico lo clasificó como asteroide y lo bautizó en honor a la diosa griega de la curación, limpieza e higiene. Tiene unos 430 km de diámetro, y orbita entre Marte y Júpiter en el Cinturón de asteroides. Podría llegar a ser considerado como un planeta enano.[122]

### Física
- El físico francés Hippolyte Fizeau realiza una primera determinación precisa de la velocidad de la luz entre una fuente de luz intensa y un espejo situado a 8 km de distancia, utilizando un instrumento diseñado con Léon Foucault (experimento de Fizeau y Foucault) y una rueda dentada de 720 dientes fabricada por Gustave Froment, que podía girar hasta varios cientos de revoluciones por segundo, hasta lograr que la luz de vuelta fuera eclipsada por un diente adyacente. Fizeau pudo calcular un valor de 313.000 km/s, alrededor de un 5% superior al aceptado actualmente.[123]

### Medicina
- Agosto: El médico inglés John Snow, tras haber estudiado la epidemia de cólera en Inglaterra de 1848 concluyó que el cólera no se contagiaba por el aire o al respirar (las dos teorías existentes en aquel momento) y pensó que debía ser algo que se ingería. Snow publicó la hipótesis en el artículo On the mode of communication of cholera (1849) de que el cólera se transmitía por la ingestión de una "materia mórbida" invisible al ojo humano. En 1854 pudo demostrarlo (consumo de aguas contaminadas por materias fecales) en una nueva epidemia de cólera en Londres.[124]

### Tecnología
- 10 de abril: En Estados Unidos, el ingeniero e inventor Walter Hunt recibe la patente del imperdible, desarrollado en tres horas para saldar una deuda con un amigo. Por falta de visión de futuro, vendió su patente a la empresa W. R. Grace and Company por unos pocos cientos de dólares.[125]
- En Francia, el jardinero e inventor Joseph Monier comienza a experimentar con macetas de hormigón reforzadas con una malla de alambre. En 1867 obtendría la patente del hormigón armado.[126]

## Nacimientos

### Enero
- 11 de enero: Ignacio Wils, militar neerlandés carlista y zuavo pontificio (f. 1873).
- 12 de enero: Jean Béraud, pintor impresionista francés (f. 1935).
- 18 de enero: Edmund Barton, político y juez australiano, Primer ministro de Australia (f. 1920).
- 22 de enero: August Strindberg, escritor y dramaturgo sueco (f. 1912).
- 26 de enero: Francesco Flores D'Arcais, matemático italiano (f. 1927).

### Febrero
- 26 de febrero: Franz Christian Boll, médico y fisiólogo alemán, descubridor de la rodopsina o púrpura retiniana (f. 1879).

### Marzo
- 17 de marzo: Cornelia Clapp, zoóloga, ictióloga y académica estadounidense, especializada en biología marina (f. 1934).
- 21 de marzo: Federico Madariaga, militar y escritor español (f. 1927).

### Abril
- 6 de abril: John William Waterhouse, pintor británico (f. 1917).
- 17 de abril: William R. Day, diplomático y jurista estadounidense, Secretario de Estado y juez asociado de la Corte Suprema de los Estados Unidos (f. 1923).
- 19 de abril: Eva Gonzalès, pintora impresionista francesa (f. 1883).

### Mayo
- 3 de mayo: 
  - Bertha Benz, empresaria alemana, pionera de la automoción e inventora de la pastilla de freno (f. 1944).
  - Bernhard von Bülow, estadista alemán, Ministro de Asuntos Exteriores de Prusia y Canciller del Imperio alemán (f. 1929).
- 22 de mayo: Aston Webb, arquitecto británico (f. 1930).

### Junio
- 3 de junio: Luis Bográn, abogado, militar y político hondureño, Presidente de la República de Honduras (f. 1895).
- 7 de junio: Manuel Bonilla Chirinos, militar y político hondureño, Presidente de la República de Honduras (f. 1913).
- 8 de junio: Julien Dillens, escultor belga laureado del Premio de Roma en 1887 (f. 1904).
- 9 de junio: Michael Peter Ancher, pintor impresionista danés, del grupo de pintores de Skagen (f. 1927).
- 21 de junio: Johan August Brinell, ingeniero metalúrgico sueco, creador del método Brinell para medir la dureza de un material (f. 1925).
- 26 de junio: Sarah Angelina Acland, fotógrafa amateur inglesa, pionera de la fotografía en color (f. 1930).

### Julio
- 13 de julio: José Bahamonde y de Lanz, político español, Ministro de Gobernación, y de Gracia y Justicia (f. 1923).
- 19 de julio: François-Alphonse Aulard, historiador francés (f. 1928).
- 26 de julio: Ludwig Brieger, escritor y doctor en medicina, divulgador científico y creador del concepto toxina (f. 1919).

### Agosto
- 3 de agosto: Joseph Jules Dejerine, neurólogo suizo que identificó las zonas del cerebro que intervienen en la lectura, y pionero en el estudio de la alexia (f. 1917).
- 16 de agosto: Johan Kjeldahl, químico danés (f. 1900).
- 18 de agosto: Benjamin Godard, compositor francés (f. 1895).
- 27 de agosto: Manuel Acuña, poeta, religioso y escritor.

### Septiembre
- 12 de septiembre: 
  - Alfonso Carlos de Borbón, pretendiente carlista al trono de España y pretendiente legitimista al trono de Francia (f. 1936).
  - N. H. Cowdry, microbiólogo estadounidense que le puso nombre a las mitocondrias (f. 1925).
- 14 de septiembre: Ivan Petrovich Pavlov, fisiólogo ruso, premio Nobel de Medicina en 1904 (f. 1936).
- 21 de septiembre: Maria Louisa Angwin, doctora canadiense, la primera mujer autorizada a ejercer medicina en Nueva Escocia (f. 1898).

### Octubre
- 4 de octubre: Francisco Almenara Butler, médico peruano, Ministro de Fomento y Obras Públicas del Perú (f. 1930).
- 5 de octubre: Wilhelm Blos, periodista, historiador y político alemán, Ministro presidente del Estado Libre Popular de Wurtemberg (f. 1927).
- 7 de octubre: Francisco Bauzá, político, escritor y profesor uruguayo (f. 1899).
- 10 de octubre: Lucinda L. Combs, médica estadounidense, misionera en China que estableció el primer hospital de mujeres en Pekín (f. 1919).
- 11 de octubre: William Knox D'Arcy, empresario británico-australiano, uno de los fundadores de la industria petroquímica y del petróleo en Persia (f. 1917).

### Noviembre
- 1 de noviembre: Valentín Lamas Carvajal, poeta y periodista español en lengua gallega (f. 1906).
- 5 de noviembre: Ruy Barbosa, escritor, jurista y político brasileño, Ministro y Secretario de Estado de Hacienda de Brasil (f. 1923).
- 7 de noviembre: Józef Chełmoński, pintor polaco de la escuela realista con raíces en el romanticismo de Polonia (f. 1914).
- 15 de noviembre: James O'Neill, actor estadounidense de origen irlandés (f. 1920).
- 28 de noviembre: Albert Thys, empresario, militar y político belga.

### Diciembre
- 5 de diciembre: Rafael Reyes Prieto, político colombiano, presidente de Colombia entre 1904 y 1909 (f.1921).
- 7 de diciembre: Manuel Cuadros, ingeniero y político peruano, Ministro de Fomento y Obras Públicas, y de Guerra y Marina del Perú (f. 1898).
- 28 de diciembre: Herbert von Bismarck, diplomático y político alemán, Secretario de Estado de Asuntos Exteriores del Imperio alemán (f. 1904).

### Fechas desconocidas
- Ántero Aspíllaga Barrera, empresario y político peruano, Ministro de Hacienda y Presidente del Senado del Perú (f. 1927).
- Mariano A. Belaúnde, abogado, empresario y político peruano, Ministro de Hacienda y Comercio del Perú (f. 1921).

## Fallecimientos

### Febrero
- 8 de febrero: France Prešeren, poeta romántico, autor del himno nacional de Eslovenia (n. 1800).

### Marzo
- 17 de marzo: Guillermo II, rey neerlandés.

### Mayo
- 7 de mayo: José Luis Ramos, escritor y político venezolano. (n. 1790)
- 10 de mayo: Katsushika Hokusai, pintor y grabador japonés (n. 1760).
- 11 de mayo: Carl Otto Nicolai, compositor y director de orquesta alemán (n. 1810).
- 28 de mayo: Anne Brontë novelista y poeta británica (n. 1820).

### Junio
- 10 de junio: Friedrich Kalkbrenner, pianista y compositor alemán (n. 1784).

### Agosto
- 2 de agosto: Mehmet Alí, pachá egipcio del Imperio otomano.

### Septiembre
- 21 de septiembre: Manuel de Sarratea, diplomático, político y militar argentino (n. 1774).
- 25 de septiembre: Johann Strauss (padre), compositor austríaco (n. 1804).

### Octubre
- 7 de octubre: Edgar Allan Poe, escritor estadounidense (n. 1809).
- 17 de octubre: Frédéric Chopin, músico polaco (n. 1810).

### Noviembre
- 25 de noviembre: Juan Arolas, poeta español.

### Libros
- Agulhon, Maurice (2002). Nouvelle histoire de la France contemporaine, Tome 8 : 1848 ou l'apprentissage de la République, 1848-1852 (en francés). París: Editions du Seuil. ISBN 978-2-02-055873-0.
- Banti, Alberto Mario (2011). Il Risorgimento italiano (en italiano). Bari, Italia: Laterza. ISBN 978-88-420-8574-4.
- Bassett, Richard (2015). For God and Kaiser: The Imperial Austrian Army, 1619-1918 (en inglés). Londres: Yale University Press. ISBN 978-0300178586.
- Berry, Mark (2013).  N. Vazsonyi, ed. Cambridge Wagner Encyclopaedia (en inglés). Nueva York: Cambridge University Press. ISBN 978-1107004252. Consultado el 27 de octubre de 2024.
- Botzenhart, Manfred (1998). 1848/1849 Europa im Umbruch (en alemán). Paderborn, Alemania: Schöningh. ISBN 978-3506970039.
- Gall, Lothar (1998). 1848, Aufbruch zur Freiheit (en alemán). Berlin: Nicolaische Verlag. ISBN 978-3875846775.
- Gerő, András; Patterson, James (1995). Modern Hungarian society in the making: the unfinished experience (en inglés). Budapest: Central European University Press. ISBN 978-1858660233. Consultado el 3 de octubre de 2024.
- Hamilton, Holman (2005). Prologue to Conflict: The Crisis and Compromise of 1850 (en inglés). University Press of Kentucky. ISBN 978-0813191362.
- Harris, James F. (1994). The People Speak!: Anti-Semitism and Emancipation in Nineteenth-century Bavaria (en inglés). University of Michigan Press. ISBN 978-0472104376.
- Hermann, Róbert (2001). Az 1848–1849-es szabadságharc hadtörténete (en húngaro). Budapest: Korona Kiadó. ISBN 963-9376-21-3.
- Hermann, Róbert (2004). Az 1848-1849-es szabadságharc nagy csatái (en húngaro). Budapest: Zrínyi. ISBN 978-963-327-367-8.
- Hermann, Róbert (2013). Nagy csaták. 15. A magyar önvédelmi háború ("Great Battles. 15. The Hungarian War od Self Defense") (en húngaro). Budapest: Duna Könyvklub. ISBN 978-615-5013-99-7.
- Kinder, Hermann; Hilgemann, Werner (2006). Atlas Histórico Mundial (II) (20ª edición). Madrid: Akal. ISBN 978-84-460-2459-0.
- Larson, Kate Clifford (2004). Bound for the Promised Land: Harriet Tubman: Portrait of an American Hero (en inglés). Nueva York: Ballantine Books. ISBN 978-0-345-45627-4.
- Pieri, Piero (1962). Storia militare del Risorgimento (en italiano). Turín: Einaudi. ISBN 978-8806186227.
- Rapport, Mike (2008). 1848. Year of Revolution (en inglés). Londres: Basic Books. ISBN 978-0465014361.
- Scirocco, Alfonso (2011). Garibaldi, battaglie, amori, ideali di un cittadino del mondo (en italiano). Bari, Italia: Laterza. ISBN 978-88-420-8408-2.
- Senn, Rolf Thomas (2013). In Arkadien. Friedrich Wilhelm IV. von Preußen. Eine biographische Landvermessung (en alemán). Berlin: Lukas Verlag. ISBN 978-3-86732-163-1.
- Smith, Helmut Walser (2008). The Continuities of German History: Nation, Religion, and Race across the Long Nineteenth Century (en inglés). Cambridge University Press. ISBN 978-0521720250.
- Stiansen, Endre; Kevane, Michael (1998). «The Gum Arabic Trade in Kordafan». Kordafan Invaded : Peripherial Incorporation and Social Transformation in Islamic Africa (en inglés). Leiden, Países Bajos: BRILL. ISBN 978-90-04-11049-6. Consultado el 15 de octubre de 2024.
- Strickland, Jeff (2021). All for Liberty: The Charleston Workhouse Slave Rebellion of 1849. (en inglés). Cambridge University Press. ISBN 978-1-108-49259-1.
- Tomassini, Stefano (2011). Storia avventurosa della rivoluzione romana (en italiano). Milán: Il Saggiatore. ISBN 978-8856502404.

### Publicaciones
- «Real decreto determinando haya academias provinciales de bellas artes en las ciudades que en el mismo se designan». Boletín Oficial del Estado (5577): A00001-A00003. 6 de noviembre de 1849. ISSN 0212-033X. BOE-A-1849-5256.
- Cerda L., Jaime; Valdivia C., Gonzalo (2007). «John Snow, la epidemia de cólera y el nacimiento de la epidemiología moderna». Revista chilena de infectología 24 (4). ISSN 0716-1018. Consultado el 10 de febrero de 2025.
- Deschamps, Hubert (1963). «Quinze ans de Gabon (Les débuts de l'établissement français, 1839-1853)». Outre-Mers. Revue d'histoire (en francés) 50 (180-181). ISSN 0300-9513. Consultado el 29 de octubre de 2024.
- Desmons, Éric (2009). «Le Risorgimento et la France». Revue Française d'Histoire des Idées Politiques (en francés) 30 (2). ISSN 1266-7862. Consultado el 4 de octubre de 2024.
- Muñoz Sougarret, Jorge (2010). «El naufragio del bergantín Joven Daniel, 1849. El indígena en el imaginario histórico de Chile». Tiempo Histórico de la Universidad Academia de Humanismo Cristiano (Santiago de Chile) (1): 133-148. ISSN 0718-7432.
- Onorato, Michael P. (1968). «The opening of Japan, 1849-1854: America "finds the key"». Asian Studies (en inglés) (Ciudad Quezon, Filipinas). ISSN 2244-5927. Consultado el 3 de febrero de 2025.
- Picado Alfaro, Miguel Evelio (Diciembre 2020). «La introducción del Sistema Métrico Decimal en España y su incidencia en los libros de texto para la enseñanza de las matemáticas (1849-1892)». Centro Español de Metrología.
- Sahlberg, Cari-Erik (1997). «J. L. Krapf: A Personal Portrait». Africa Journal of Evangelical Theology 16 (1). ISSN 1026-2946.
- Sainz Gil, Ana María (1992-1993). «Arte y enseñanza del arte a través del diario oficial "La Gaceta de Madrid" años 1848-1849-1850». Kobie. Bellas artes (9): 209-242. ISSN 0214-7955. Consultado el 4 de octubre de 2024.
- Santamarina, Miguel Ángel (22 de diciembre de 2022). «Dostoyevski salva la vida en el último momento». Zenda. ISSN 2605-0269. Consultado el 13 de octubre de 2024.
- Sarrate i Teixidó, María (18 de junio de 2014). «La Constitución de Dinamarca, en la fiesta de su aniversario». Revista Catalana de Dret Públic. ISSN 2696-8916. Consultado el 22 de octubre de 2024.
- Serpa Florez, Fernando (1986). «Aquellos Tiempos del Cólera». Revista Medicina 8 (2). ISSN 2389-8356. Consultado el 16 de mayo de 2025.